# Estel Blay Carreras
Estel Blay Carreras   (Barcelona, 1988) és una científica i enginyera aeroespacial catalana, coneguda per la seva participació en missions anàlogues de simulació marciana i la seva tasca de divulgació i lideratge en projectes STEM, especialment orientats a la visibilització de les dones en la ciència i l'exploració espacial. És una ferma defensora de la igualtat de gènere en la ciència i la tecnologia. Ha destacat la importància de crear referents femenins i de fomentar la participació de dones i nenes en disciplines STEM. La seva tasca, tant en recerca com en divulgació, ha estat àmpliament reconeguda per institucions i mitjans de comunicació, contribuint a trencar estereotips i a inspirar futures generacions de científiques i enginyeres.

## Trajectòria
Blay és doctora en ciència aeroespacial i tecnologia per la Universitat Politècnica de Catalunya. Compta també amb coneixements en dret, enginyeria aeronàutica, enginyeria mecànica i aeroespacial. Gran part de la seva trajectòria professional s'ha desenvolupat en l'àmbit de la recerca i la gestió de projectes científics i tecnològics. Ha treballat com a program manager a l'Institut d'Estudis Espacials de Catalunya (IEEC), col·laborant amb l'ESA Phi-LabNET Spain, i com a gerent sènior de desenvolupament de negocis a GlobalTrust.
Blay ha estat una de les set integrants de la missió Hypatia II, una expedició de recerca que simula les condicions de vida a Mart a la Mars Desert Research Station (MDRS), al desert de Utah (Estats Units d'Amèrica). La missió, liderada per dones, té com a objectiu avançar en la recerca sobre l'exploració marciana i promoure la presència femenina en l'àmbit STEM. Durant la Hypatia II, celebrada el febrer de 2025, Blay va exercir de científica i responsable de salut i seguretat de la tripulació.
A més, la missió Hypatia II va ser pionera en l'estudi del potencial de la sang menstrual com a fertilitzant natural per a cultius espacials, una recerca que reivindica la normalització de la presència femenina en l'espai i la sostenibilitat de les missions tripulades. Blay ha estat designada com a comandant per a la propera expedició Hypatia III, prevista per a l'any 2027, on combinarà les funcions de lideratge, cohesió d'equip i promoció del projecte Hypatia a través de patrocinadors, col·laboracions i accions de visibilitat.